# Lighthouse X
Lighthouse X was een Deense boyband.

## Biografie
Lighthouse X werd in 2012 opgericht door Søren Bregendal, Martin Skriver en Johannes Nymark. In 2014 bracht de band een eerste single uit, Kærligheden kalder. Een jaar later volgde een eerste album.
In februari 2016 nam Lighthouse X deel aan Dansk Melodi Grand Prix, de Deense preselectie voor het Eurovisiesongfestival. Met het nummer Soldiers of love won de band de nationale finale, waardoor zij Denemarken mocht vertegenwoordigen op het Eurovisiesongfestival 2016, dat werd gehouden in de Zweedse hoofdstad Stockholm. Het lukte de groep niet om een plekje in de finale te halen. Ze eindigden in de tweede halve finale voorlaatste met 34 punten.
Drie maanden na het songfestivalavontuur besloten de leden van Lighthouse X uit elkaar te gaan.